# Савков, Николай Никифорович
Николай Никифорович Савков (1905, Кусково, Московская губерния — 1997, Москва, Россия) — советский военный политработник, генерал-лейтенант. Депутат Верховного Совета СССР 2-4-го созывов. Кандидат в члены ЦК КП(б)У в 1949 — 1952 и 1954 — 1960 г.

## Биография
С 1920 г. — служба в Рабоче-крестьянской Красной армии. В 1925 году окончил военную политическую школу. Служил политическим руководителем роты.
Член ВКП(б) с 1926 года.
Находился на партийно-политической работе в войсках. Служил в Калининском военном округе.
Участник Великой Отечественной войны. В июле 1941 — 1942 г. — начальник Политического управления 29-й армии. В январе 1942 — феврале 1943 г. — член Военного Совета 29-й армии. В феврале 1943 — 1945 г. — член Военного Совета 70-й армии. Воевал на Западном, Калининском, Центральном, 1-м и 2-м Белорусских фронтах.
В 1945 — 1948 г. — начальник Политического управления Киевского военного округа.
В июле 1950 — мае 1956 г. — член Военного Совета Таврического военного округа.
В мае 1956 — сентябре 1957 г. — член Военного Совета Приволжского военного округа.
Затем — в отставке.

## Звания
- бригадный комиссар (15.12.1941)
- полковник (20.12.1942)
- генерал-майор (25.03.1943)
- генерал-лейтенант (22.09.1954)

## Награды
- три ордена Ленина (10.04.1945, 29.05.1945,  1945[1])
- три ордена Красного Знамени (27.08.1943, 03.11.1944[1], 1950[1])
- орден Богдана Хмельницкого 1-й ст. (23.08.1944)
- орден Отечественной войны 1-й ст. (6.04.1985)
- медали